# Herbert Binkert
Herbert Binkert (Karlsruhe, 3 settembre 1923 – 4 gennaio 2020) è stato un calciatore e allenatore di calcio tedesco, di ruolo attaccante.

## Carriera

### Nazionale
Con la maglia della nazionale della Saarland conta 12 presenze e 6 reti, divenendo così il miglior marcatore di sempre della Saarland, nazionale scomparsa poi nel 1956. Proprio quell'anno Binkert prese la nazionalità della Germania Ovest.

## Palmarès

### Giocatore

#### Competizioni nazionali
- Ehrenliga Saarland: 1

Saarbrücken: 1950-1951